# Rasmus Hansson (jurist)
Rasmus Hansson, född den  28 januari 1854 i Västra Nöbbelövs socken, Malmöhus län, död den 17 december 1941 i Stockholm, var en svensk jurist.
Hansson blev student vid Lunds universitet 1874 och avlade hovrättsexamen där 1878. Han blev vice häradshövding 1880, tillförordnad fiskal i Göta hovrätt 1884, adjungerad ledamot där 1885, hovrättsfiskal där 1887 och assessor där 1888. Hansson var hovrättsråd i Svea hovrätt 1897–1924 och förvaltade presidentämbetet 1923–1924. Han blev riddare av Nordstjärneorden 1897, kommendör av andra klassen av samma orden 1911 och kommendör av första klassen 1924.
Rasmus Hansson gifte sig 1883 med Karin Westerling (1836–1909) och 1909 med Matilda Hammar (1882–1975). Makarna vilar på Norra begravningsplatsen utanför Stockholm.